# Bracia surferzy
Bracia surferzy (ang. Drift) – australijski film dramatyczny z 2013 roku w reżyserii Morgana O’Neilla i Bena Notta. Wyprodukowana przez Lionsgate.
Premiera filmu miała miejsce 2 maja 2013 roku w Australii.

## Fabuła
Akcja filmu rozgrywa się w Australii w roku 1970. Andy Kelly (Myles Pollard) i jego brat Jimmy (Xavier Samuel) od dziecka pasjonują się surfingiem. Razem zakładają firmę, w której powstają deski do surfowania i kombinezony. Nieporozumienie z lokalnym dilerem może zniszczyć wszystko to, nad czym Andy i Jimmy tak ciężko pracowali.

## Obsada
Źródło: Filmweb
- Myles Pollard jako Andy Kelly
- Xavier Samuel jako Jimmy Kelly
- Sam Worthington jako JB
- Lesley-Ann Brandt jako Lani
- Robyn Malcolm jako Kat Kelly
- Aaron Glenane jako Gus
- Sean Keenan jako młody Andy Kelly
- Steve Bastoni jako Miller

i inni.